# Herbert Gerber
Herbert Gerber (* 15. November 1914 in Bärenwalde; † unbekannt) war ein deutscher Radsportler.

## Sportliche Laufbahn
Gerber schloss sich mit 16 Jahren dem Verein Diamant Hartmannsdorf an. Er bestritt 1934 seine ersten Rennen als Amateur. Als Kandidat für die Olympischen Spiele 1936 gewann er das Ausscheidungsrennen Rund um die Solitude vor Max Bartoskiewicz. Zu seinen Palmarès zählen zwei Siege bei Rund um Nürnberg, er gewann die Rennen Rund um Hannover und Rund um die Landeskrone in Görlitz. Gerber war von 1937 bis 1940 Berufsfahrer mit Vertrag bei den Presto-Werken in Chemnitz. Durch den Zweiten Weltkrieg wurde seine Laufbahn wie die vieler Sportkameraden unterbrochen. Während seiner Zeit als Berufsfahrer vor dem Zweiten Weltkrieg lebt er in Adelsberg bei Chemnitz am Rande des Erzgebirges. Dort hatte der damalige Trainer der Motorradfahrergruppe Max Günther der Presto-Werke die beiden Radrennfahrer Herbert Gerber und Hermann Schild in seinem Haus beherbergt. Gerber startete 1937 mit seinen Landsleuten Otto Weckerling, Ludwig Geyer und Willy Kutschbach beim Giro d’Italia, gab das Rennen aber nach einem Sturz auf.
Bei der Deutschland-Rundfahrt 1938 gewann er die Etappe Salzburg-Augsburg, 1939 wurde er 38. der Gesamtwertung. 1940 wurde er Zweiter der Deutschen Meisterschaft auf der Straße hinter Georg Stach. Nach dem Krieg löste er erneut eine Lizenz als Berufsfahrer in der DDR. Mit dem Stehersport begann Gerber, der nach Startmöglichkeiten als Berufsfahrer suchte, in dieser Zeit zunächst bei kleineren Aschenbahnrennen hinter kleinen Motoren. Gerber war nicht der dominierende Steher, er gewann 1951 zwei Rennen, 1953 den Preis von Sachsen-Anhalt über 100 Kilometer, 1954 gewann er 6 Rennen. Er war jedoch der Einzige, der zweimal die Titelkämpfe in der DDR gewinnen konnte. Am 1. Juni 1952 gewann er die DDR-Meisterschaft der Steher der Berufsfahrer hinter Schrittmacher Karl-Heinz Kirchner in Chemnitz vor den eigentlichen Favoriten Werner Richter und Hermann Schild. Am 20. Juni 1954 konnte er diesen Erfolg in Zwickau wiederholen. Das Rennen war von widrigen Wetterbedingungen (starke Hitze) und vielen Motorschäden geprägt. Mit diesem Sieg war Gerber der letzte Meister der DDR im Berufsradsport.
In der Einerverfolgung über 5000 Meter auf der Bahn gewann er 1950 die Bronzemedaille bei den Meisterschaften.
Am 15. Februar 1955 veröffentlichte der Radsportverband der DDR einen Beschluss seines Präsidiums, wonach alle noch aktiven Berufsfahrer und Schrittmacher aufgefordert wurden, sofort „Mitglied der demokratischen Sportbewegung“ zu werden und sich einer Betriebssportgemeinschaft (BSG) anzuschließen. Alle Aktiven, die diese Möglichkeit wahrnehmen würden, wären dafür von der üblichen zweijährigen Karenzzeit befreit und sofort bei den Amateuren startberechtigt. Der Beschluss trug ultimativen Charakter und endete mit einer Fristsetzung bis zum 28. Februar 1955. Nachdem er sich 1955 reamateurisieren ließ, bestritt er in diesem Jahr die DDR-Rundfahrt für die Mannschaft des SV Turbine. Gerber fuhr noch einige Rennen für die BSG Turbine Karl-Marx-Stadt und beendete im Herbst 1955 seine sportliche Karriere.

## Trainer und Funktionär
Nach dem Ende seiner Laufbahn wurde er ehrenamtlicher Übungsleiter und technischer Leiter in der BSG Turbine Karl-Marx-Stadt. Er wirkte auch im Bezirksfachausschuss Radsport mit und war zeitweilig ehrenamtlicher Bezirkstrainer und verantwortlich für das Nachwuchstraing.

## Berufliches
Gerber war beruflich als Flußmeister in der Wasserwirtschaft Karl-Marx-Stadt bzw. Chemnitz tätig.

### Anmerkung
Die Quelle die Radsportseiten.net gibt unter Herbert Gerber die Siege bei Rund um Berlin 1938 und 1939 an. Die Quelle Rund um Berlin nennt als Sieger beider Rennen Bruno Gerber.
(Sieger Rund um Berlin), Bruno Gerber war ein Berliner Amateur aus dem Verein Berliner Radsportclub Sturmvogel 1900.